# Ameridion lathropi
Ameridion lathropi är en spindelart som först beskrevs av Herbert Walter Levi 1959.  Ameridion lathropi ingår i släktet Ameridion och familjen klotspindlar.
Artens utbredningsområde är Panama. Inga underarter finns listade i Catalogue of Life.